# Faustão
Fausto Corrêa de Silva (Porto Ferreira, 2 de mayo de 1950), popularmente conocido como Faustão, es un presentador y radialista brasileño. Con una vasta carrera en la radio iniciada en la década de 1960, vuelta especialmente para la sección de deporte, Fausto Silva estrenó en la televisión en 1984 con el programa de variedades Perdidos na Noite en la TV Gazeta, que después fue para la RecordTV y Rede Bandeirantes.
Su mayor éxito fue el programa de variedades Domingão do Faustão, exhibido ininterrumpidamente por la TV Globo de 1989 a 2021, siendo uno de los más longevos programas de la televisión brasileña.

## Biografía y carrera
Inició su carrera a los catorce años, como reportero de la radio Centenário de Araras, en el interior de São Paulo. Luego después, se mudó a Campinas y trabajó durante cinco años en la Rádio Cultura, en la cual condujo el musical New Pop International. En 1970, fue contratado por la Rádio Record, en la capital paulista, para presentar el Jornal da Noite, del cual era también redactor, y se inició en el mundo del deporte, pasando a trabajar como reportero de campo en la Jovem Pan - Radio Panamericana. Además de la radio, Faustão también se dedicó al periodismo, habiendo sido contratado por el periódico O Estado de S. Paulo, como reportero deportivo. Fue en esa función que fue llevado para la Rádio Globo en 1977, invitado por Osmar Santos. En esa época, Osmar Santos estaba cursando la facultad de Administración Pública en la Fundación Getulio Vargas y tenía clases con nombres destacados de la política como Eduardo Suplicy y André Franco Montoro.
Por obra del entonces director de la Rádio Globo, Francisco Paes de Barros, y del jefe del equipo de deportes Edison Scatamachia, un horario fue conseguido en la Rádio Excelsior para que Osmar Santos desbordara ese entusiasmo con el programa Balancê, que recibía artistas de teatro y televisión, políticos, contaba en el humor con la pareja Nelson Tatá Alexandre y Carlos Roberto Escova, en la presentación, además de Osmar Santos, con los locutores Juárez Suenes, Jorge de Souza, Braga Júnior, Reynaldo Costa y el reportero Castilho de Andrade, en la sonoplastia, con la leyenda de la radio brasileña, João Antônio de Souza, Johnny Black, y en la producción con Paulo Matiussi y Yara Peres. Fausto participaba del programa como reportero o asumiendo la presentación. En 1983, con la mayor implicación de Osmar Santos en proyectos en televisión y la ida de Juarez Suenes para la Rede Bandeirantes, Fausto se hace el primero presentador del Balancê, acentuando el lado cómico con su manera traviesa, junto con la pareja de humoristas. En esa época, asume la producción del programa la entonces secretaria de Osmar Santos, ex-telefonista de la Radio Globo, Lucimara Parisi, y el periodista Odir Cunha. En octubre de ese mismo año, el Balancê pasa a ser transmitido con auditorio, de la legendaria Palhaçaria Pimpão, en el barrio de Santa Cecília, en São Paulo,  Con la coordinación de producción de Mario Jorge Farath Miguel y la diversión y las burlas se toman el programa, que no deja de recibir artistas y políticos.

### Perdido$ na Noite
En enero de 1984, Goulart de Andrade visitó el Balancê. Impresionado, propuso a Fausto y todo el equipo el paso del programa a la TV. En marzo de aquél año, fue al aire por la TV Gazeta el programa Perdidos na Noite (nombre en portugués de la película Midnight Cowboy, con participación de Jon Voight y Dustin Hoffman) en horario comprado por Goulart de Andrade. En septiembre, el programa pasó para la RecordTV, y, en poco tiempo, se desenlazó de Goulart de Andrade para asumir una dirección propia. En 1986, el programa Perdido$ na Noite pasó a ser transmitido por la TV Bandeirantes para todo el Brasil, siendo que antes era sólo transmitido para São Paulo. En la misma emisora, Fausto llegó a presentar el programa Safenados e Safadinhos.

### Domingão do Faustão
En 26 de marzo de 1989, estrenó en la TV Globo como presentador del programa de auditorio Domingão do Faustão, en las tardes de domingo, con la participación de Caçulinha y Lucimara Parisi hasta 2009. El programa fue uno de los que quedó más tiempo en producción por la emisora. En mayo de 2008, llegó a la milésima edición, siendo una de las atracciones de mayor facturación para el canal.
En mayo de 2021 Fausto Silva firmó un contrato de cinco años con la Rede Bandeirantes, con estreno previsto para enero de 2022. En 17 de junio de 2021, la Globo anunció la salida anticipada de Fausto Silva, que sería sustituido por Tiago Leifert hasta enero, cuando Luciano Huck asumiría el mando del programa, sin embargo el inicio de Huck fue anticipado, y el presentador estrenó en 5 de septiembre de 2021.

### Réveillon do Faustão
En 31 de diciembre de 1991 estrenó en la TV Globo, el programa de variedades de fin de año Réveillon do Faustão, que fue producido hasta 1996, en las nocheviejas.

### Faustão na Band
Faustão na Band es el nombre del programa presentado por Fausto Silva en su retorno a la Rede Bandeirantes, con estreno previsto para el 17 de enero. El programa contará con bloques clásicos del presentador, como las videocintadas, que tendrán un nuevo nombre y la Olimpíada do Faustão, además de otros inéditos. Las bailarinas también continúan. Faustão na BAND debe ocupar el rango de la programación de las 20h30 a 22h45

## Vida personal
Fausto Silva nació en Porto Ferreira, en el interior de São Paulo, hijo de Maury Correa de Silva y Cordélia Morales. Se casó por primera vez con Lucia Helena, con quien permaneció por diez años. Al poco tiempo, Fausto contrajo matrimonio con la ex-becaria y artista plástica Magda Pegues, con quien tuvo una hija, Lara. El matrimonio duró diez años. Actualmente está casado con Luciana Cardoso, ex-becaria y periodista, quien es 27 años más joven que Fausto, y con ella, él tiene dos hijos más: João Guilherme y Rodrigo. Faustão tiene cinco hermanas, entre ellas Leonor Corrêa, directora de TV, y otras cuatro hermanas que se dedicaron a la educación.
Muy raramente revela las intimidades de su vida personal, sin embargo, apareció en el Instagram con su esposa, Luciana, en 29 de abril de 2016, en fotos posteadas por ella, en un viaje de la pareja a Escocia.

## Imagen pública
Entre 2012 y 2016, Fausto Silva se envolvió en algunos casos controvertidos como el caso de la defensa de Daniel, sobre los Mejores del Año, comentario sobre gordos, una conexión del presidente Michel Temer, entre otros. El 27 de abril de 2014, Faustão comentó sobre el cabello black power de la bailarina Arielle Macedo, bailarina de la cantante Anitta. En ese momento, dijo que tenía "pelo de escoba de bruja".. Al domingo Siguiente, éste explicó:

“Bromeé diciendo que el cabello era estilo 'escoba de bruja' porque era pelirrojo. Algunas personas que quieren convertir Internet en un orinal comienzan a pensar que eso fue racismo. Absolutamente. Incluso porque, en los últimos 30 años, nadie más que yo dice casi todos los domingos que el carácter, la competencia y el talento no tienen nada que ver con el color de piel, la orientación sexual, la opción religiosa, tener o no tener dinero o un partido político”. La gente de la raza negra trabaja conmigo. Personas de 10, 20 años [de Globo]. ¿Crees que si tuviera este comportamiento, estas personas estarían conmigo?

La bailarina publicó en su cuenta personal de Facebook, en la misma semana, un texto sobre el comentario de Fausto. Borró el comentario unos días después de publicarlo:

Sobre el episodio de Faustão, estoy muy feliz por el cariño. ¿Me ofendí? Por supuesto. Los apodos son lo que más saco. El racismo siempre existirá. Se fortalece cuando nos sentimos ofendidos. Yo tengo mi propio camino de expresarme sobre eso. El cabello es mío, la vida es mía y creo que soy hermosa. ¡Eso es lo más importante! No me dejo oprimir por nada ni por la opinión de nadie"..

### Latiguillos
Faustão posee el famoso Latiguillo “ay loco, mío”, también conocido como "ay loco, bicho". El presentador también posee el Latiguillo “pausa del plin-plin”, usado para referirse a los intervalos comerciales. "Esta fiera ahí mío", este usado para elogiar alguien o alguna atracción de su programa; además del "¡quién sabe hace en vivo!". Hay también agradeciéndolo su audiencia, su paciencia", usado siempre antes del cierre de programa.

### Memes en internet
Desde el comienzo de la década de 2010 el presentador viene teniendo sus Latiguillos y partes de sus programas reproducidos en memes en internet. De entre los más conocidos está la frase “¡Erró!” que el presentador dijo en un programa de 2011, en el cual una participante de la gincana respondió una pregunta de manera errada. Otros memes vienen de los Latiguillos de la película El Inspector Faustão y Malandro, de 1991, como “¡Destruiste mi huevo!”.
Otro momento de Fausto Silva que viralizó en internet fue en una edición del "Domingão do Faustão", cuando un invitado del programa fue presentar su invención que era una asadera y, según él, funcionaría por medio de un control remoto  sin embargo, al conectar el aparato hubo un corto circuito y la asadera comenzó a coger fuego. Entonces Faustão gritó ¡Está en llamas, bicho!. Con la llegada de la Internet esa escena viralizó, inspirando diversos memes y la frase dicha por Faustão fue popularizada.
Un formato de meme muy difundido, que utiliza el Faustão como tema principal es el que simula una narración o reacción posible del presentador para un determinado trailer de película. El meme es compuesto por audios de frases dichas por el presentador que son editados sobre vídeos de trailers, como los de "Star Wars: El despertar de la Fuerza", Vengadores: Guerra Infinita y Animales Fantásticos y donde Habitan.
El presentador también es citado en una historia fantasiosa, según la cual la actriz y cantante Selena Gomez se había enamorado de él en una visita a Brasil.

## Filmografía

### Televisión
| Año       | Obra                   | Función     | Notas                    | Emisora           |
| --------- | ---------------------- | ----------- | ------------------------ | ----------------- |
| 1984–1988 | Perdido$ na Noite      | Presentador |                          | Rede Bandeirantes |
| 1987–1988 | Safenados e Safadinhos | Presentador |                          | Rede Bandeirantes |
| 1989–2021 | Domingão do Faustão    | Presentador |                          | TV Globo          |
| 1991–1996 | Réveillon do Faustão   | Presentador | Especiales de fin de año | TV Globo          |
| 2022      | Faustão na Band        | Presentador |                          | Rede Bandeirantes |

### Cine
| Año  | Obra                           | Personaje         |
| ---- | ------------------------------ | ----------------- |
| 1990 | Sueño de Verano                | Él aún            |
| 1991 | Inspetor Faustão e o Mallandro | Inspector Faustão |
| 1996 | No fuja da Raia                | Él mismo          |

## Radio
| Año     | Obra                  | Función              | Radio               |
| ------- | --------------------- | -------------------- | ------------------- |
| 1964    | Manhã Centenário      | Presentador          | Rádio Centenário    |
| 1965–70 | New Pop International | Presentador          | Cultura FM Campinas |
| 1970–72 | Jornal da Noite       | Columnista deportivo | Rádio Record        |
| 1973–77 | Pan Esporte           | Reportero            | Jovem Pan           |
| 1977–82 | Esporte Globo         | Reportero            | Radio Globo         |
| 1983–84 | Balancê               | Presentador          | Rádio Excelsior     |